# 耶稣会教堂 (基多)

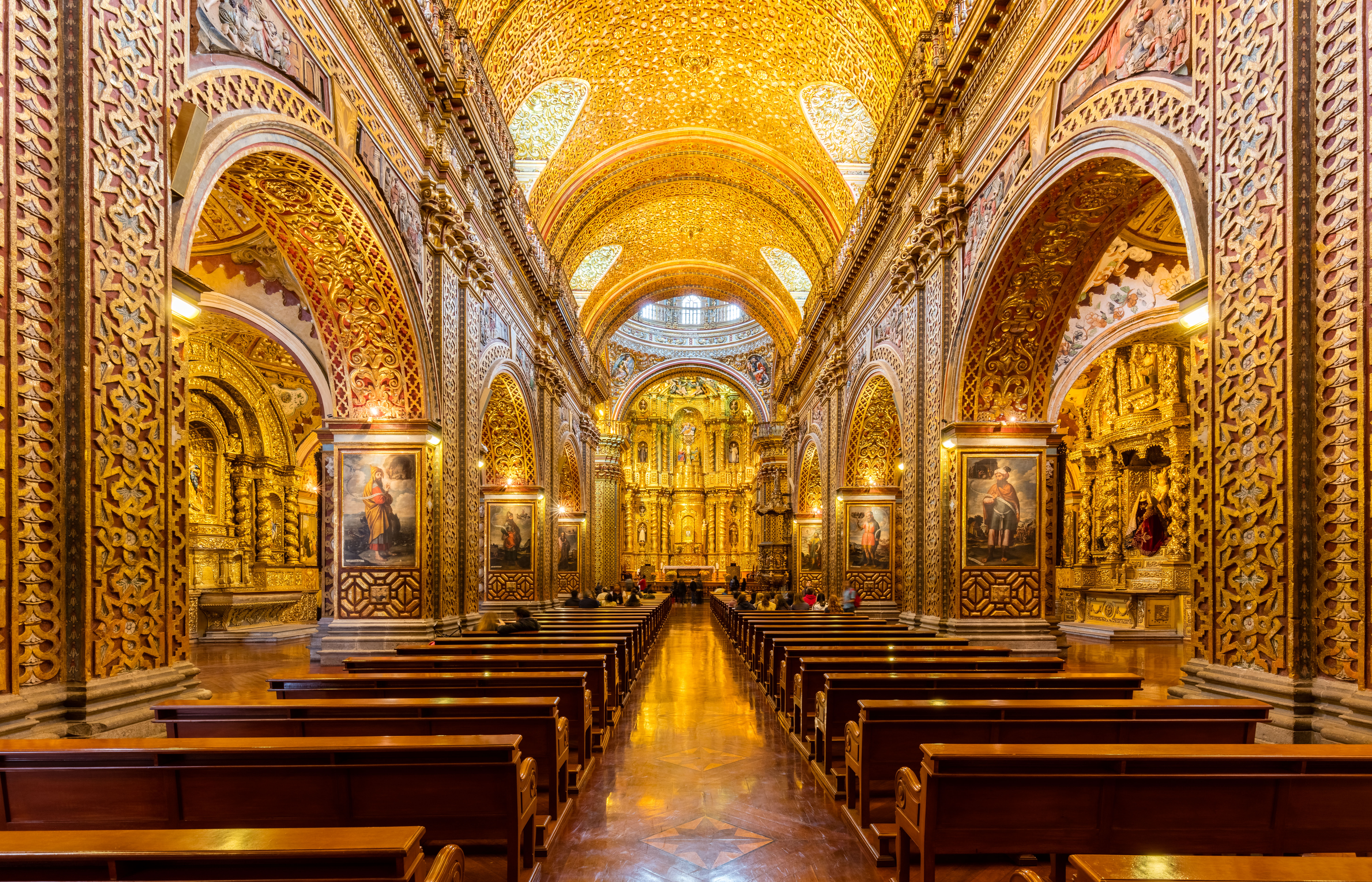
教堂裝飾華麗的內堂。

耶稣会教堂（西班牙語：Iglesia de la Compañía de Jesús）是厄瓜多尔基多古城的一座耶稣会教堂。它是基多的著名教堂之一，拥有装饰有金箔、镀金石膏和木雕的巨大的中央通廊。基多耶稣会教堂模仿了罗马的两座耶稣会教堂——耶稣教堂和罗马圣依纳爵堂，是南美洲巴洛克建筑最重要的作品之一。

## 历史
1586年7月19日，第一批耶稣会神父抵达基多，准备建立教堂、学校和修道院。市议会批出土地给方济各会、奥斯定会和多明我会建造教堂。1587年，市议会批给耶稣会独立广场西北角的土地。奥斯定会表明他们的不满，于是耶稣会选择安顿在主教座堂南侧地段。
1602年，来自意大利那不勒斯省的耶稣会教士Mastrilli被任命为基多耶稣会学院校长。他从罗马抵达后，带来Domenico Zampieri为基多耶稣会新教堂的规划，Zampieri也担任罗马圣依纳爵堂的建筑师。1605年开始建设，Mastrilli 奠定了第一块石头。该建筑直到1765年完成。
厄瓜多尔的主保圣人里亚纳德赫苏斯的帕雷德斯（1618年10月31日－1645年5月26日），在耶稣会教堂祝圣。她是第一位封圣的厄瓜多尔人，于1853年由庇护九世册封真福，1950年由庇护十二世封圣。
该堂为耶稣会在厄瓜多尔的总部，并设立了学校。国王卡洛斯三世取缔耶稣会后，许多描述该堂历史和建筑的文献失落。
在殖民地时期，耶稣会教堂的钟楼是基多的最高建筑。原钟楼在1859年的地震中被毁。它在1865年重建，但又毁于1868年地震。这次地震后钟楼未能重建。
七苦圣母的奇迹据说于1906年4月20日发生在圣加百列学院的饭厅
1987年3月的另一场地震中损坏了教堂。修复期从1987年一直持续到2005年。

## 开放
参观耶稣会教堂，门票为外国人4美元，厄瓜多尔人及持有厄瓜多尔证件者2美元。每月第一个周日免费对公众开放。教堂内禁止拍照。

## 外部連結
0°13′15″S 78°30′50″W / 0.22083°S 78.51389°W